# Mladen I Šubić
Mladen I Šubić (in croato Mladen I Šubić Bribirski; ... – 1304) fu un membro della nobile famiglia croata dei Šubić che ricoprì la carica di bano di Bosnia dal 1302 al 1304, anno della sua morte.

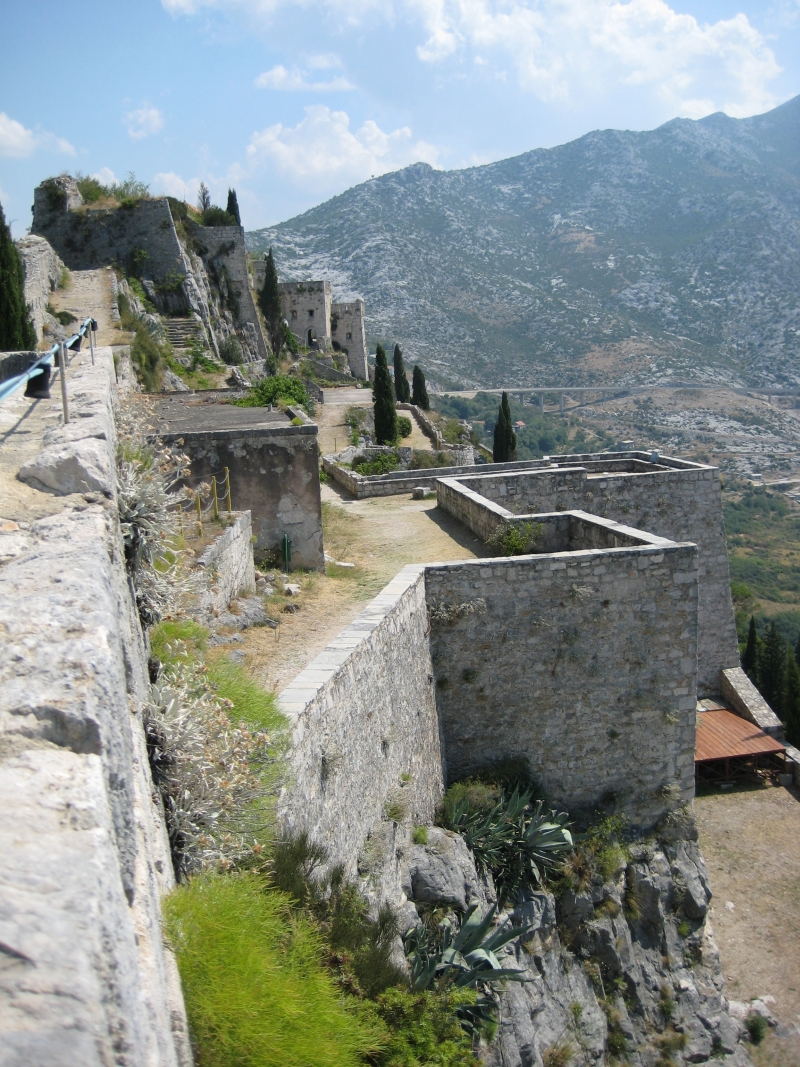
La fortezza di Clissa, da cui Mladen Šubić esercitava la sua autorità

Vissuto tra il XII e il XIII secolo, era il fratello del bano della Croazia, il potente Paolo I Šubić, che nominò Mladen governatore della città dalmata di Spalato e della fortezza di Clissa.
Anni dopo che Paolo I Šubić si dichiarò signore di Bosnia nel 1299, conferì a Mladen I il titolo di bano di Bosnia. Stefano I Kotromanić si era opposto con fierezza all'ascesa dei Šubić in Bosnia, ma nel 1300 aveva perso la maggior parte del controllo sulla Bosnia a favore di Mladen I. Dopo il 1302, l'intera Bosnia era finito sotto il dominio della famiglia dei Šubić. Mladen I ne controllava la maggior parte, mentre una piccola parte della Bosnia (i margini inferiori) era governata dal principe Hrvatin Stjepanić, un vassallo dei Šubić, una condizione geopolitica questa che fu ritenuta legittima da Carlo I d'Ungheria. Il bano bosniaco Mladen I aveva avviato una campagna in Bosnia finalizzata a eradicare i fedeli della Chiesa bosniaca, ritenuta eccessivamente vicina al bogomilismo. Nel conflitto religioso che ne scaturì, Mladen fu ucciso in una battaglia combattuta nel 1304. Gli successe il nipote Mladen II, che subito richiese aiuto per rafforzare la sua posizione e spinse Paolo I Šubić a guidare un esercito per schiacciare la resistenza in Bosnia. Nel 1305, Pavao I assunse il titolo di «signore della Bosnia tutta» (totius Bosniae dominus).